# Големо Бабино
Голѐмо Ба̀бино е село в Северозападна България. То се намира в община Криводол, област Враца.

## География
Село Големо Бабино е разположено в равна лъка по левия бряг на река Ботуня. Намира се на 24 км от областния център Враца и на 4 км от общинския – град Криводол. На изток граничи със село Власатица, на юг – със село Пудрия, на запад – със село Уровене, и на север е Криводол. Селото се състои от 300 къщи.

## История
Селото се споменава в османски документи от средата на XV в. само с името „Бабино“, а в по-късен документ от началото на XVII в. е записано като  „Долно Бабино“, което свидетелства за съществуване на две села – сегашните Горно и Долно Бабино, които впоследствие са известни с имената Мало Бабино (от 1942 г. слято със селото Българска Бела и образувано ново село под името Бели извор) и Големо Бабино.
В района на с. Големо Бабино не са открити и не са известни засега исторически паметници, освен развалините на една малка средновековна църква в местността Черковище. В същия район са открити 23 броя медни византийски монети от времето на Мануил I Комнин, Андроник I Комнин и Исак II Ангел (1185–1195 г.), което показва, че през XII в. в района е имало някакво събитие, което е принудило собственика да зарови в земята монетите. През вековете на робството селото се е местило в местностите Селищата и Селището, поради чумни епидемии и липса на обществена сигурност.
Старата носия на жителите на с. Големо Бабино е била белодрешковска.

## Население
Преброяване на населението през 2011 г.
Численост и дял на етническите групи според преброяването на населението през 2011 г.:
|                     | Численост | Дял (в %) |
| Общо                | 299       | 100,00    |
| Българи             | 285       | 95,31     |
| Турци               | 0         | 0,00      |
| Цигани              | 5         | 1,67      |
| Други               | 0         | 0,00      |
| Не се самоопределят | 0         | 0,00      |
| Неотговорили        | 9         | 3,01      |

## Културни и природни забележителности
Река Ботуня е най-чистата в региона. С много вкусната си риба, тя си остава най-голямата атракция в селото. Друга забележителност е Куманица – намиращият се в непосредствена близост връх, който има своята загадъчна история.

## Редовни събития
Запазени са обреди и обичаи, свързани с празниците Трифон Зарезан, Бабинден, а на Йордановден има и литургия в местната църква.